# Geoff Coombes
Geoff Coombes (1919. április 23. – 2002. december 5.) angliai születésű amerikai labdarúgó, hátvéd, illetve csatár.

## Karrierje
Coombes Angliában született, és bár játéklehetőséget kapott a Nottinghamtől, ifjúsági szint felett soha nem játszott az angol bajnokságban. 1935-ben családjával együtt az Egyesült Államokba költöztek. Itt karrierje nagy részében a Chicago Vikings tagja volt.
Bár tagja volt az 1950-es vb-re utazó amerikai keretnek, nem lépett pályára a nemzeti csapatban.